# Лиман (озеро, Чорноморський район)
Лима́н або Караджа́ (крим. Liman, Qaraca) — солоне озеро, розташоване на південному заході Євпаторійського району і Тарханкутського півострова; 5-те за площею в районі. Площа водного дзеркала — 1.36 км². Тип загальної мінералізації — солоне. Походження — лиманне. Група гідрологічного режиму — безстічне.

## Географія
Входить до Тарханкутської групи озер. Довжина — 1,6 км. Ширина: середня — 1,6 км, найбільша — 1,2 км. Глибина: середня — 1 м, найбільша — 2 м. Висота над рівнем моря — 0,4 м. Озеро використовується в рекреації: влітку є локальним центром віндсерфінгу. Найближчий населений пункт — село Оленівка, розташоване навколо озера.
Озеро відокремлене від Караджинської бухти вузьким пересипом. Утворилося в результаті затоплення морем пригирлових частин балок і відшнуровуванням їх від моря піщано-черепашковими пересипами. Пересип озера до теперішнього часу геологічно повністю не склалався, збереглися пониження, які проривають під час штормів у морі. Дно озера вкрите 5-35-сантиметровим шаром високомінералізованої грязі.
Середньорічна кількість опадів — менше 350 мм. Основне джерело живлення — поверхневі і підземні води Причорноморського артезіанського басейну. Рівень води в залежності від сезону значно коливається.